# De Mayerling à Sarajevo
Pour plus de détails, voir Fiche technique et Distribution.
De Mayerling à Sarajevo est un film franco-britannique réalisé par Max Ophüls, sorti le 1er mai 1940.

## Synopsis
Après la mort de son cousin Rodolphe lors du drame de Mayerling, l'archiduc François-Ferdinand, neveu  de l'empereur François-Joseph, est devenu l'héritier de la couronne d'Autriche-Hongrie. Prince éclairé, François-Ferdinand envisage une réforme de l'empire, basée sur l'égalité entre ses peuples. Il rencontre la comtesse Sophie Chotek, dont il tombe amoureux et qu'il décide d'épouser, bravant ainsi son oncle. Leur histoire d'amour se terminera tragiquement lors de leur assassinat à Sarajevo.

## Fiche technique
- Réalisation : Max Ophüls, assisté de Jean Faurez, Jean-Paul Le Chanois
- Scénario : Carl Zuckmayer,  Marcelle Maurette et Curt Alexander
- Dialogues : André-Paul Antoine, Marcelle Maurette et Jacques Natanson
- Musique : Oscar Straus
- Décors : Jean d'Eaubonne
- Costume : Boris Bilinsky
- Producteur : Edward Halton et Eugène Tucherer
- Format :  Son mono - Noir et blanc - 35 mm  - 1,37:1
- Pays de production :  France
- Langue : français
- Dates de sortie :
  - France : 1er mai 1940 (première)
  - Belgique : 2 février 1945

## Distribution
- Edwige Feuillère : la comtesse Sophie Chotek
- John Lodge : l'archiduc François-Ferdinand
- Aimé Clariond : le prince de Montenuovo
- Jean Worms : l'empereur François-Joseph
- Jean Debucourt : Janatschek
- Raymond Aimos : le valet de François-Ferdinand
- Gabrielle Dorziat : l'archiduchesse Marie-Thérèse
- Henri Bosc : l'ambassadeur de Serbie
- Gaston Dubosc : le comte Chotek
- Marcel André : l'archiduc Frédéric
- Eddy Debray
- Jacques Roussel
- Colette Régis : l'archiduchesse Isabelle
- Sylvain Itkine
- Jacqueline Marsan : une jeune archiduchesse
- Primerose Perret : une jeune archiduchesse
- Henri Beaulieu
- William Aguet : le chambellan
- Jean Buquet
- Monique Clariond
- Francine Claudel
- Louis Florencie
- Georges-François Frontec
- Jean-Paul Le Chanois et Gilbert Gil : Gavrilo Princip
- Geneviève Morel
- Philippe Richard

## Production
Dans son documentaire Veillées d'armes, Marcel Ophüls, fils de Max Ophüls, expliqua que le film, qui abordait les prémices de la première guerre mondiale, se tournait en même temps que le commencement de la seconde guerre mondiale, la production fut interrompue un temps. Le Chanois, l'assistant-réalisateur, joua l'assassin Princip pour quelques plans car l'acteur initialement engagé, Gilbert Gil, était appelé sous les drapeaux.
Les extérieurs censés se dérouler à Sarajevo ont été tournés à Romans-sur-Isère